# Gustav Adolf Krug
Gustav Adolf Krug, född 1805 i Berlin, död 1874, var en tysk ämbetsman, pianist och tonsättare. Han var far till Gustav Clemens Felix Krug.
Krug blev efter juridiska studier i sin hemstad oberlandsrättsråd i Naumburg. Han erhöll Nordtyska musikföreningens första pris för en duo för piano och violin. Krug komponerade för övrigt klavertrior och kvartetter av värde.